# Gunnar Larsson-Leander
Lars Gunnar Larsson-Leander, född 3 april 1918 i Bollnäs, död 9 januari 2020 i Lund, var en svensk astronom. Han var gift med Marika Arleman-Leander.
Larsson-Leander disputerade 1954 i astronomi vid Stockholms högskola. Han blev därefter observator och sedan professor i astronomi vid Lunds universitet, verksam vid Lunds gamla observatorium, och var sedan 1984 professor emeritus. 
Hans forskning har främst omfattat variabla stjärnor, dubbelstjärnor och stjärnhopar.
Han skrev läroböcker i astronomi och astrofysik och var 1968–1994 redaktör för Astronomisk Tidsskrift samt ordförande i Astronomiska Sällskapet Tycho Brahe 1988–1993.
Larsson-Leander blev 1975 ledamot av Vetenskapsakademien.
Han är gravsatt i minneslunden på Norra kyrkogården i Lund.